# Maria Olaru
Pour les articles homonymes, voir Olaru.
Maria Ludovica Olaru (née le 4 juin 1982) est une ancienne gymnaste roumaine. Elle est notamment double championne du monde en 1999 et médaille d'or par équipe aux jeux olympiques de Sydney en 2000. 